# Kenny Tete
Kenny Tete (Amsterdam, el 9 d'octubre de 1995) és un futbolista professional neerlandès que juga com a lateral dret per l'Olympique de Lió a la lliga francesa, i per la Selecció de futbol dels Països Baixos.